# Ceno da Macedónia
Ceno (em latim: Coenus; em grego clássico: Κοῖνος; romaniz.: Koinos) foi, depois de Carano, o segundo rei do antigo reino grego da Macedónia durante o Século VIII a.C..
O historiador macedónio Márcias de Pela relata a seguinte história etiológica sobre o seu nome:  "... um certo Knopis de Cólquida veio para a Macedónia e viveu na corte de Carano; quando o menino real nasceu, Carano teve o desejo de dar-lhe o nome do seu pai, Ciraro ou Cararo, mas a mãe opôs-se e queria que o filho ficasse com o nome do seu pai. Quando Cnopis foi questionado, respondeu: por nenhum dos nomes. Assim, o menino foi chamado de Ceno (comum) ".
De acordo com o historiador romano Eusébio de Cesareia, Ceno sucedeu ao seu pai Carano, e reinou durante 28 anos. Após a sua morte, o seu filho Tirimas subiu ao trono.